# Juliane Kleemann

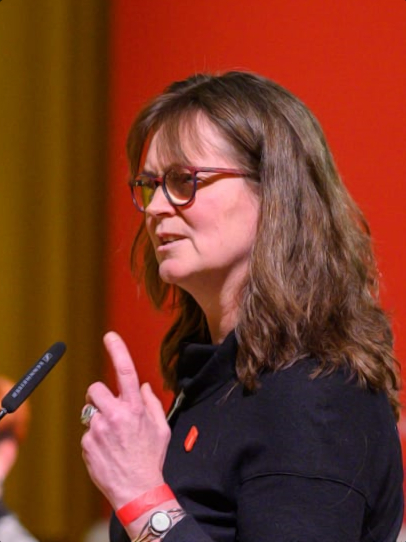
Juliane Kleemann (2020)

Juliane Kleemann (* 9. Januar 1970 in Sangerhausen) ist eine deutsche Politikerin (SPD). Sie ist seit 2020 Co-Vorsitzende der SPD Sachsen-Anhalt und seit 2021 Abgeordnete im Landtag von Sachsen-Anhalt.

## Studium und Beruf
Juliane Kleemann besuchte bis zum Jahr 1988 die Erweiterte Oberschule. Sie studierte an der Theologischen Fakultät Halle und in Bochum evangelische Theologie. Im Jahr 1997 erwarb sie den Abschluss Diplom-Theologin. Ihr Vikariat absolvierte sie von 1997 bis 1999 in Halle (Saale). Anschließend war sie von 1999 bis 2003 Pfarrerin in Löbejün. In den Jahren 2003 bis 2009 arbeitete sie als persönliche Referentin von Bischof Axel Noack (Evangelische Kirche der Kirchenprovinz Sachsen) in Magdeburg. Von Dezember 2009 bis Dezember 2018 war sie theologische Referentin im Zentrum Mission in der Region (ZMiR) der EKD. Von Januar 2019 bis Juni 2021 war sie theologische Referentin bei der Evangelischen Arbeitsstelle für missionarische Kirchenentwicklung und diakonische Profilbildung (midi) des Evangelischen Werks für Diakonie und Entwicklung.
Kleemann absolvierte außerdem eine Ausbildung zur Gemeindeberaterin/Organisationsentwicklerin beim Institut für Personalberatung, Organisationsentwicklung und Supervision (IPOS) der Evangelischen Kirche in Hessen und Nassau. Sie ist neben ihrem Landtagsmandat gegen Entgelt in der Gemeindeberatung im kirchlichen Zusammenhang tätig.
Kleemann ist Pfarrerin der Evangelischen Kirche in Mitteldeutschland und beurlaubt, um ihrem politischen Amt nachzugehen.

## Politik
Im Jahr 2014 trat Kleemann in die SPD ein. 2019 setzte sich Kleemann in einer Urwahl zum Vorsitz der SPD Sachsen-Anhalt mit 46,6 % der Stimmen knapp gegen Katharina Zacharias (45,1 %) durch. Daraufhin wurde sie auf dem Landesparteitag am 24. Januar 2020 mit 89,9 % der Stimmen neben Andreas Schmidt zur Co-Vorsitzenden gewählt. Die SPD Sachsen-Anhalt wählte erstmals eine Doppelspitze.
Seit den Kommunalwahlen in Sachsen-Anhalt 2019 ist Kleemann für die SPD Mitglied im Kreistag des Landkreises Stendal. Im Frühjahr 2020 wurde sie dort zur Vorsitzenden der SPD-Fraktion gewählt.
Bei der Landtagswahl in Sachsen-Anhalt 2016 kandidierte Kleemann im Landtagswahlkreis Stendal und auf Platz 27 der Landesliste der SPD. Sie verpasste das Direktmandat bei einem Ergebnis von 20,4 % der Erststimmen und konnte auch über ihren Listenplatz nicht in den Landtag einziehen.
Bei der Landtagswahl in Sachsen-Anhalt 2021 kandidierte sie erneut im Landtagswahlkreis Stendal und auf Platz 5 der Landesliste der SPD. Sie verpasste das Direktmandat bei einem Ergebnis von 11,8 % der Erststimmen, konnte jedoch über ihren Listenplatz in den Landtag einziehen. In der 8. Wahlperiode des Landtages ist sie ordentliches Mitglied im Ausschuss für Wissenschaft, Energie, Klimaschutz und Umwelt. Ferner ist sie Sprecherin für Energie-, Klima-, Umwelt-, und Religionspolitik der SPD-Landtagsfraktion.
Kleemann ist auch Mitglied des Aufsichtsrats der Landesanstalt für Altlastenfreistellung, Mitglied des Stiftungsrats der Stiftung Umwelt, Natur- und Klimaschutz des Landes Sachsen-Anhalt und Mitglied des Beirats des Kompetenzzentrums Frühe Bildung der Hochschule Magdeburg-Stendal.

## Persönliches
Juliane Kleemann ist verheiratet mit dem Superintendenten des Kirchenkreises Stendal, Michael Kleemann.

## Veröffentlichungen
- Mit Erfolg daneben. Anmerkungen zur Prozessdidaktik. In: Hans-Hermann Pompe und Thomas Schlegel: Mitmenschen gewinnen. Wegmarken für Mission in der Region (= Kirche im Aufbruch 2). Leipzig 2011, ISBN 978-3-374-02800-9, S. 129–144.
- Gemeinsam mit Hans-Hermann Pompe: Erschöpfte Kirche? Geistliche Dimensionen in Veränderungsprozessen (= Kirche im Aufbruch 18). Leipzig 2015, ISBN 978-3-374-04128-2.
- Gemeinsam mit Hans-Hermann Pompe: Gemeinden geistlich begleiten. Kompendium. Berlin 2019, DNB 1199623040.
- Keine Hoffnung ist auch keine Lösung. In: Anna Böck (Hrsg.): Kaputt geborgen – Gedanken aus der Krise. Neukirchen-Vluyn 2024, ISBN 978-3-7615-6976-4, S. 19–20.